# Burning - L'amore brucia
Burning - L'amore brucia (버닝?, BeoningLR) è un film del 2018 diretto da Lee Chang-dong.
Basato sul racconto breve Granai incendiati, presente nella raccolta L'elefante scomparso e altri racconti di Haruki Murakami, il film racconta, con l'occhio del protagonista Jong-su, la sua maturazione verso una nuova coscienza di sé a seguito di una esperienza drammatica.

## Trama
Jong-su è un giovane neolaureato che vive di lavoretti nella città di Paju mentre coltiva il sogno di diventare scrittore. Un giorno incontra Hae-mi, sua coetanea, che abitava nel suo stesso quartiere quando entrambi erano bambini e i due escono insieme qualche volta. Hae-mi è in procinto di partire per un viaggio in Africa e chiede a Jong-su di prendersi cura del suo gatto mentre lei sarà via; prima della partenza, i due fanno l'amore. Jong-su si reca regolarmente nell'appartamento di lei, anche se il gatto non gli si mostra mai.
Al ritorno di Hae-mi, in aeroporto Jong-su fa la conoscenza del suo nuovo amico Ben, ragazzo affascinante, indubbiamente benestante, ma che non rivela molto di sé. Jong-su, che avverte la competizione per Hae-mi, accenna a farsi da parte, eppure i tre cominciano a uscire saltuariamente insieme. Parallelamente a ciò, Jong-su inizia a ricevere delle strane telefonate in piena notte in cui, tuttavia, non riceve alcuna risposta. Quando sente di essersi innamorato, e lo rivela a Ben in un momento di confidenza, ha anche una violenta reazione verbale contro di lei. Da quel giorno non riuscirà più a rintracciarla, la ragazza sparisce misteriosamente e questo evento innescherà il sospetto nella mente di Jong-su che sia stato Ben a farla sparire. La scomparsa della ragazza darà il via ad una serie di eventi che porteranno ad un finale drammatico dove la lotta per un amore apparentemente conteso diventerà in realtà anche una lotta di classe.

## Distribuzione
Il film è stato presentato all'edizione 2018 del Festival di Cannes ed è stato selezionato per rappresentare la Corea del Sud ai premi Oscar 2019 nella categoria Oscar al miglior film in lingua straniera.

## Riconoscimenti
- 2019 - Critics' Choice Awards
  - Candidatura per il Miglior film straniero
- 2018 - Festival di Cannes
  - In gara per la Palma d'oro
- 2018 - National Board of Review[3]
  - Migliori film stranieri